# 展望 (雑誌)
展望（てんぼう）は、日本の総合雑誌。筑摩書房刊。第一次は1946年1月から1951年9月で69冊。第二次は1964年10月から1978年8月で167冊。
臼井吉見が編集長をしていた時期があった。
大澤聡によれば、「展望」は筑摩書房の伝説の雑誌で、初期には戦前の教養について振り返る内容の記事が多かった。

## 掲載作品
- 三木清「親鸞」 - 三木の遺稿。敗戦直後の創刊号に掲載。
- 太宰治 - 『冬の花火』（1946年6月号）、『ヴィヨンの妻』（1947年3月号）、『人間失格』（1948年6月号～8月号）
- 大岡昇平 - 『野火』（1951年1月号～8月号）
- 中野重治 - 『五勺の酒』（1947年1月号）
- 平林たい子 - 『かういふ女』
- 宮本百合子 - 『道標』
- 田原総一朗 - 『原子力戦争』
- 椎名麟三 - 『深夜の酒宴』（1947年2月号）、『重き流れの中に』（1947年6月号）